# مهارت‌های زندگی

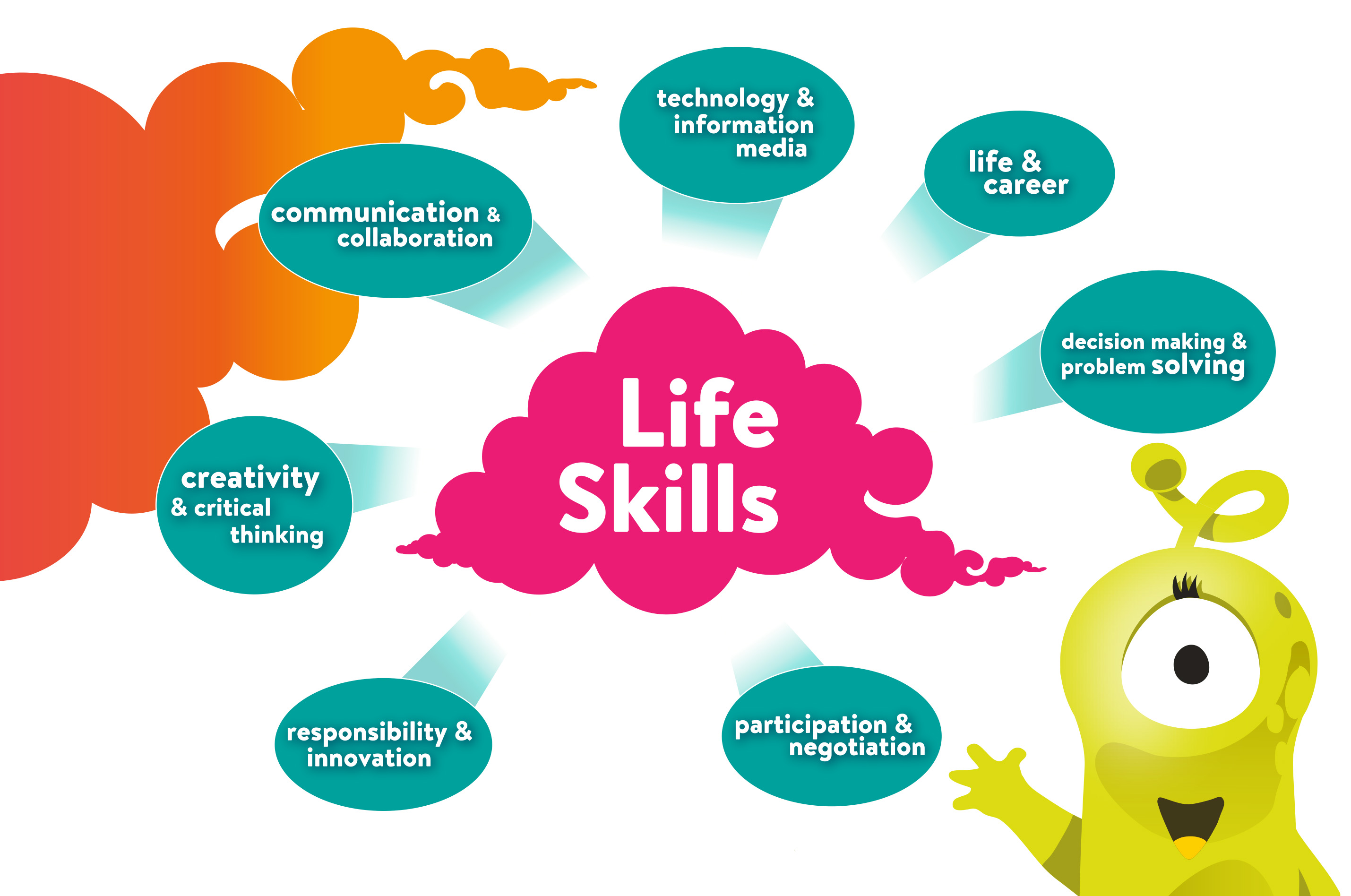
گزارشی از مهارت‌های زندگی

مهارت‌های زندگی توانایی‌هایی هستند که با تمرین مداوم پرورش می‌یابند و شخص را برای روبه‌رو شدن با مسائل روزانه زندگی، افزایش توانایی‌های روانی، اجتماعی و بهداشتی آماده می‌کنند. سازمان جهانی بهداشت مهارتهای زندگی را چنین تعریف نموده است: توانایی انجام رفتار سازگارانه و مثبت به گونه‌ای که فرد بتواند با چالشها و ضروریات زندگی روزمره خود کنار بیاید.
در تعریف دیگر می‌توان مهارت‌های زندگی را مجموعه‌ای از مهارت‌ها و شایستگی‌های فردی و گروهی دانست که افراد برای زیستن در هزاره جدید به آن نیازمند می‌باشند. همزمان با یادگیری تسلط و استقرار، در این مهارت‌ها فرد علاوه بر رسیدن به آرامش و تعادل در زندگی فردی و اجتماعی به ایفای نقش در زندگی خود می‌پردازد.

## تعریف
به‌طور کلی مهارتهای زندگی عبارتند از توانایی‌هایی که منجر به ارتقای بهداشت روانی افراد جامعه، غنای روابط انسانی، افزایش سلامت و رفتارهای سالم در سطح جامعه می‌گردند. مهارتهای زندگی هم به صورت یک راهکار ارتقای سلامت روانی و هم به صورت ابزاری در پیشگیری از آسیب‌های روانی–اجتماعی مبتلا به جامعه نظیر اعتیاد، خشونت‌های خانگی و اجتماعی، آزار کودکان، خودکشی، ایدز و موارد مشابه قابل استفاده است به طور کلی مهارتهای زندگی، ابزاری قوی در دست متولیان سلامت روانی جامعه در جهت توانمندسازی جوانان در ابعاد روانی–اجتماعی است. این مهارت‎ها به افراد کمک می‌کنند تا در زندگی روزمره و در مواجهه با چالش ها مثبت عمل کرده، هم خودشان و هم جامعه را از آسیب‌های روانی–اجتماعی حفظ کرده و سطح بهداشت روانی خویش و جامعه را ارتقاء بخشند.

مهارت عبارت است از توانایی انجام یک کار و مهارت زندگی آن هایی هستند که به ما کمک می کنند تا در کنار سایر افراد، زندگی خوب، شاد و موفقی داشته باشیم.
سازمان بهداشت جهانی مهارت های زندگی را چنین تعریف کرده است: توانایی انجام رفتار سازگارانه و مثبت به گونه ای که فرد بتواند با چالش ها و ضروریات زندگی روزمره کنار بیاید.
در یک نگاه کلی، مهارت های زندگی یعنی ایجاد روابط بین فردی مناسب و موثر، انجام مسئولیت های اجتماعی، تصمیم گیری صحیح، حل تعارضات و کشمکش ها بدون توسل به اعمالی که به خود یا دیگران صدمه می زند، در اصل مهارت زندگی توانایی هایی هستند که باعث ارتقای بهداشت روانی افراد جامعه، غنای روابط انسانی، افزایش سلامت و رفتارهای سلامت در سطح جامعه می شوند.
مهارت های زندگی مجموعه توانمندی هایی است که موجب موفقیت فرد در زندگی اجتماعی می شود. این مهارت ها مجموعه رفتارهای کلامی و غیر کلامی و اکتسابی هستند که از طریق مشاهده، مدل سازی، تمرین و بازخورد آموخته می شود، بیشتر جنبه تعاملی داشته، تقویت اجتماعی را به حداکثر می رسانند و بر اساس ویژگی های شخصی و محیطی که فرد در آن واقع شده است، توسعه می یابند و از طریق آموزش رشد می کنند.
از طریق رشد این مهارت ها افراد یاد می گیرند که به راحتی با دیگران زندگی کنند. احساس خود را با امنیت خاطر بیان کنند و زندگی را دوست داشته باشند.
مهارت های زندگی یعنی ایجاد روابط بین فردی مناسب و موثر، انجام مسئولیت های اجتماعی، انجام تصمیم گیری های صحیح، حل تعارض ها و کشمکش ها بدون توسل به اعمالی که به خود و یا دیگران لطمه می زنند.
هدف از آموزش مهارت های زندگی افزایش توانایی های روحی – اجتماعی است. آن مهارت هایی که فرد را در اداره موثر نیازها، سختی ها، خطرها و فشارهای زندگی روزانه توانا می سازد.
مهارت های زندگی چند گونه تعریف شده اند. مانند مهارت های فردی و اجتماعی که افراد جوان را قادر می سازد تا با خود، دیگران و با کل جامعه با موفقیت و سازگارانه کنار بیایند و مهارت ها و رفتارهایی که جوانان و بزرگسالان را آماده قبول مسئولیت های سنگین تر در زندگی می کند. همچون انتخاب هایی درست و سالم، به دست آوردن مقاومت در مقابل فشارهای منفی و به حداقل رساندن رفتارهای زیان آور.
مهارت های زندگی قدرت سازگاری افراد را بالا می برد، و باعث می شود شخص مسئولیت های اجتماعی و شخصی زندگی را بهتر بپذیرد و توانمندی هایش را بروز دهد و از آسیب های ناشی از ناتوانی در حل مشکلات در امان بماند.

## مدل‌های آموزشی مهارت‌های زندگی
در حال حاضر دو شیوه برای آموزش مهارت‌های زندگی وجود دارد که عبارتند از مدل مهارتهای ده‌گانه و مدل 4-H

### مدل ده‌گانه
تقسیم ده‌گانه مهارتهای زندگی از سوی سازمان جهانی بهداشت انجام شده و اغلب شامل مهارت‌های زیر می‌شود:
- توانایی تصمیم‌گیری
- توانایی حل مسئله
- توانایی تفکر خلاق
- توانایی تفکر نقادانه
- توانایی برقراری رابطه مؤثر با دیگران
- توانایی برقراری روابط بین فردی سازگارانه
- توانایی خودآگاهی
- توانایی همدلی با دیگران
- توانایی رویارویی با هیجان‌ها (غم، خشم، شادی، …)
- توانایی رویارویی با استرس‌ها

### مدل 4-H
- در ایالات متحده 4-H، سازمانی مربوط به امور جوانان است که بنیاد ملی غذا و کشاورزی و وزارت کشاورزی ایالات متحده (USDA) آن را اداره می‌کنند، و رسالت آن «به کارگیری جوانان به منظور رسیدن به نهایت استعداد آنان و همچنین پیشبرد حوزهٔ توسعهٔ جوانان است.» نام 4-H نمایانگر چهار حوزهٔ توسعه فردی مورد توجه این سازمان است:
- سر (Head)
- قلب (Heart)
- دست‌ها (Hands)
- سلامت (Health)

این سازمان در ایالات متحده بیش از ۶٫۵ میلیون نفر در ۹۰ هزار کانون، عضو دارد که سن آنها بین ۵ تا ۲۱ سال است.
هدف 4-H این است که شهروندی، رهبری، مسئولیت و مهارت‌های زندگی جوانان را از طریق برنامه‌های آموزش تجربی و رهیافتی مثبت به رشد جوانان، پرورش دهد. گرچه به خاطر تاریخی که 4-H دارد، تصور بر این است که این سازمان، بر کشاورزی تمرکز دارد، اما امروزه 4-H به طرح‌های مربوط به شهروندی، زندگی سالم، علم، مهندسی و تکنولوژی توجه می‌کند.
مدل 4-H
امروزه، 4-H و برنامه‌های مرتبط با آن در بیش از ۸۰ کشور در سراسر جهان وجود دارند؛ این سازمان و اداره‌کنندگان آن در هر کشوری متفاوت است. هر یک از این برنامه‌ها به طور مستقل اما به کمک تبادلات بین‌المللی، برنامه‌های آموزشی جهانی و ارتباطات جهانی اجرا می‌شوند.
شعار 4-H «بهترین را ساختن» است در حالیکه آرم آنها «آموزش از طریق عمل کردن» است (که گاهی به صورت: "یادگرفتن چگونه انجام دادن از طریق به انجام رساندن" نوشته می‌شود)